# Theilersbirne

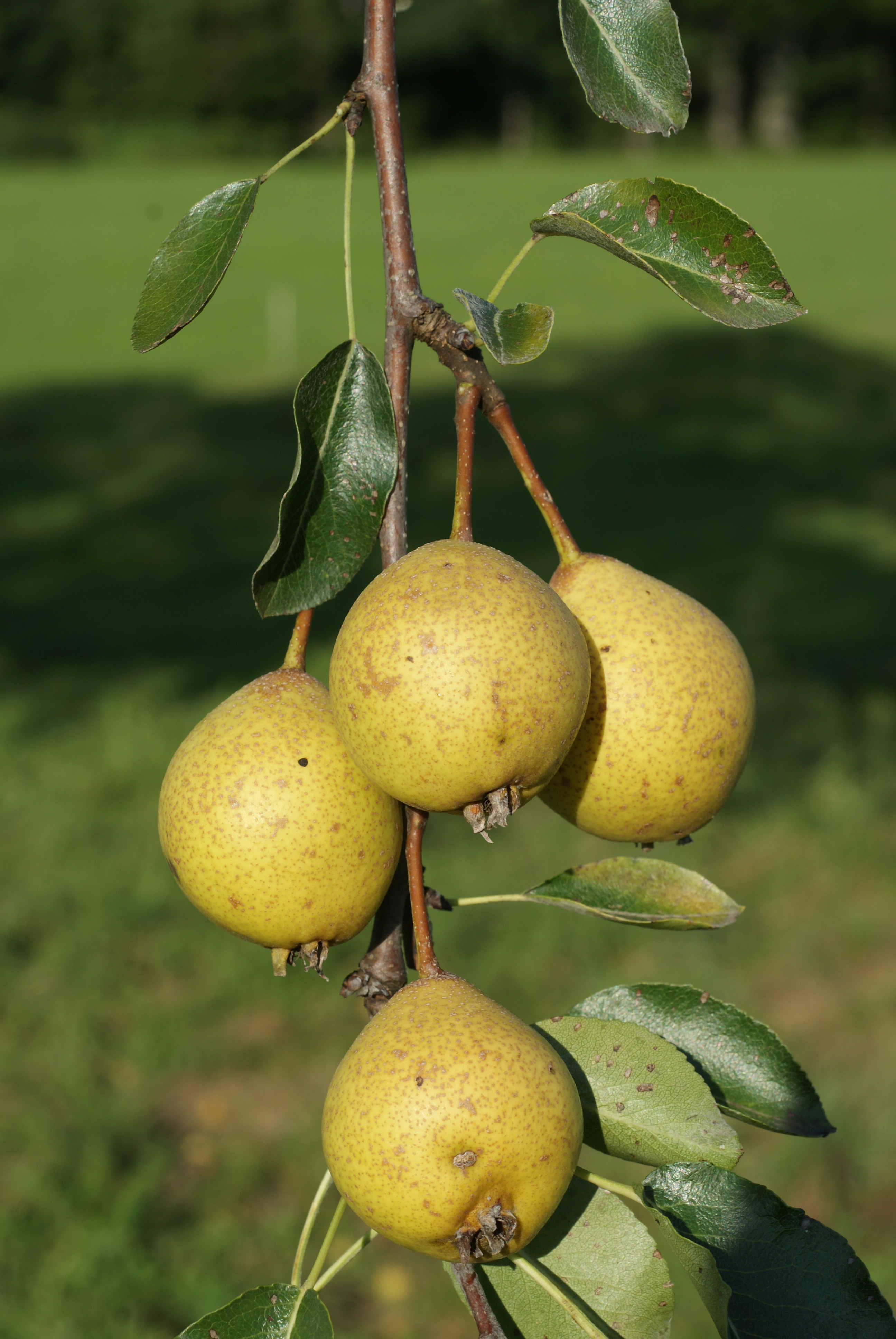
Ausgereifte Theilersbirnen.

Die Theilersbirne ist eine Schweizer Sorte der Birne (Pyrus communis).

## Synonyme
Synonyme für die Theilersbirne sind Theilingsbirne, Streuler, Streuli-Birne, Sträuli, Zugerbirne, Zuger Mostbirne, Luzerner Fässlibirne.

## Herkunft und Verbreitung
Die Sorte stammt vermutlich aus Wädenswil am Zürichsee (Schweiz). Sie gehört zu den in der Schweiz am häufigsten vorkommenden Mostbirnensorten. Sie ist am stärksten in den Schweizer Kantonen Zürich, Zug, Luzern und Schwyz verbreitet, wo sie gemäss Pfau-Schellenberg um 1863 rund die Hälfte aller Birnbäume ausmachte. In vielen Gemeinden am linken Zürichseeufer machte ihr Anteil am Birnenbestand zeitweise über 90 % aus.

## Baum

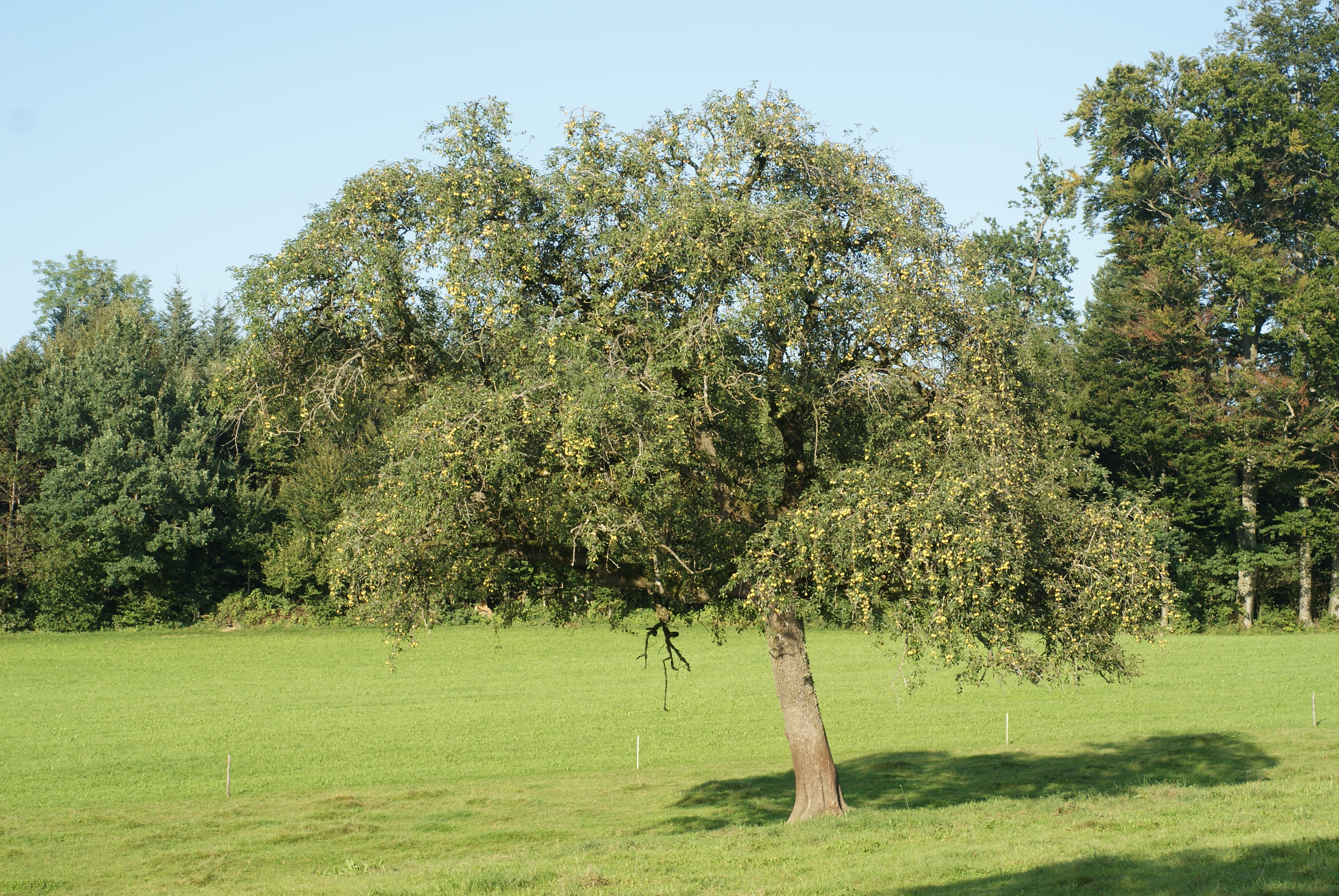
Der Baum der Theilersbirne ist leicht zu erkennen am hängenden Wuchs und dem silbrigen Laub.

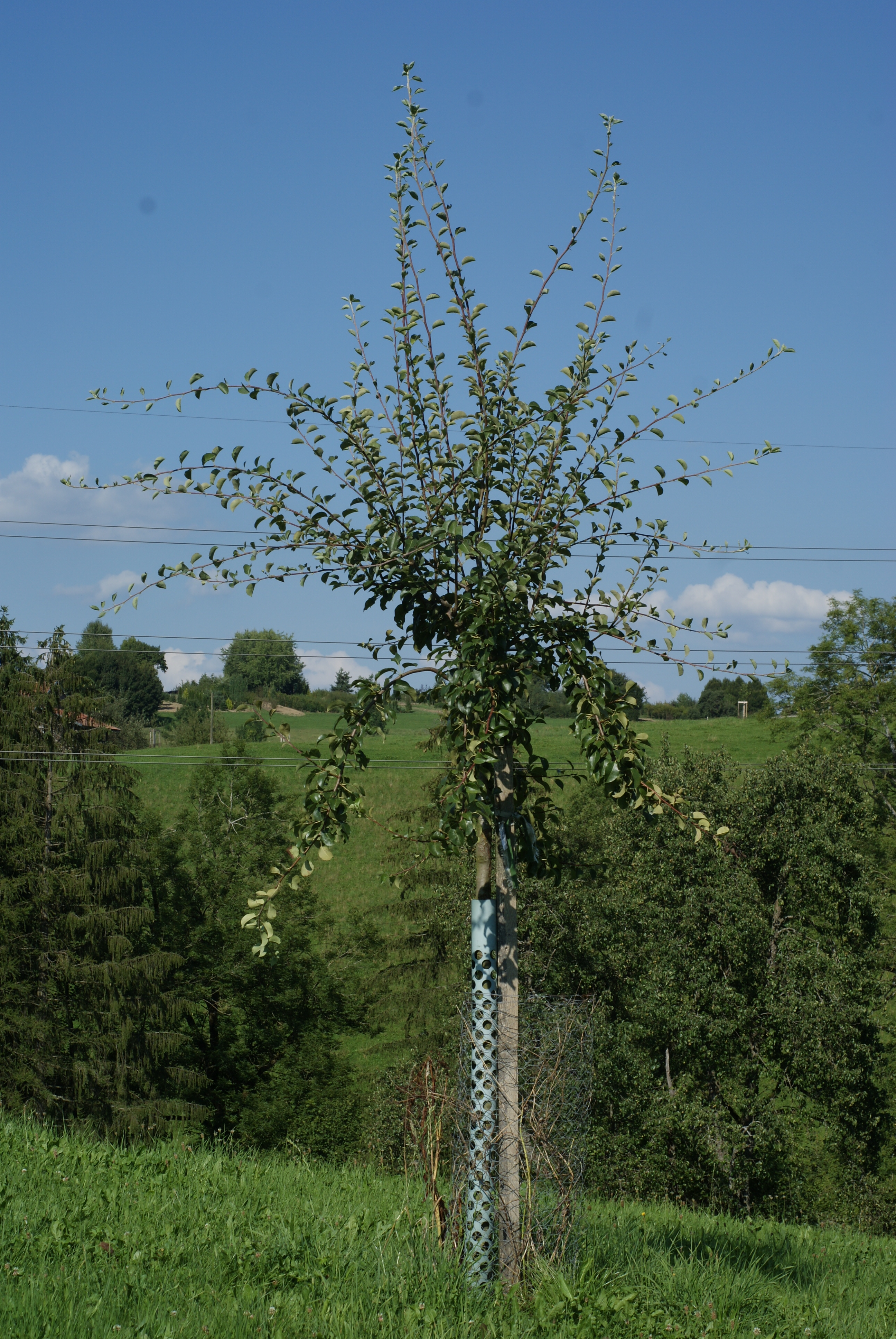
Bereits der Jungbaum weist ein starkes Wachstum auf.

Die Sorte stellt geringe Ansprüche an den Standort und gedeiht auch in höheren Lagen. Kohler schreibt, der Baum sei empfindlich gegen Nässe. Die Sorte blüht meist Mitte April und ist wenig kälteempfindlich. Der Baum trägt früh und ist sehr fruchtbar. Er hat einen kräftigen Wuchs mit einer hochpyramidalen Krone. Man kann die Sorte einfach am hängenden Wuchs und den silbrigen Blättern erkennen. Der Jungbaum wächst sehr schön und bildet gesunde, starke Triebe. Die Äste sind waagrecht abstehend und hängend. Die Sommertriebe sind stark, gerade, rötlichbraun und gegen die Spitze etwas wollig. Das kleine Blatt ist ganzrandig, auf der Oberseite glänzend dunkelgrün und auf der Unterseite weisslich-flaumig. Die Blattspitze ist abwärts, die Blattränder aufwärts gebogen und gewellt.

## Frucht
Die Frucht ist klein und regelmässig eiförmig. Der Stiel ist kurz, dünn, aufsitzend und zum Ansatz hin leicht verdickt. Die Kelchgrube ist nur angedeutet mit kleinen Wülsten und Rippen und teilweise berostet. Die Haut ist glatt und überall leicht berostet. Die Grundfarbe ist je nach Reife weissgrün bis gelbgrün, die Deckfarbe fehlt. Das Fleisch ist gelblich, fest, feinkörnig, süsslich, aber erst saftig im teigigen Zustand.

## Nutzung
Die Theilersbirne ist eine hervorragende und bekannte Brennbirne. Gemischt mit sauren Äpfeln gibt sie einen sehr guten Most (67° Oechsle). In Kriegszeiten wurden grosse Mengen Theilersbirnen gedörrt. In der Innerschweiz wird sie traditionell zur Herstellung des Birähung (Birnenhonig) verwendet. In der Romandie wird sie für den Vin cuit verwendet.

## Erntezeit und Lagerung
Die Früchte werden Anfang bis Mitte September geerntet.

## Krankheiten
Die Sorte ist stark schorfanfällig.